# 歐陽伸
歐陽伸（15世紀—15世紀），字永直，廣西柳州府馬平縣人，明朝政治人物。

## 生平
歐陽伸是景泰四年（1453年）的舉人，成化年間授鎮江推官，判案廉潔無私，處事平允，當時海盜出沒河上，劫掠副使嚴經，其家人遇害，巡吏卻誣陷平民入獄，他得知此冤案，說：「為民父母怎可忍心目睹無辜者被殺害？」於是向上級辯白，率領民兵數十人到常州孟瀆河抓捕，盜賊計劃入海逃亡，他就派部下到太倉州連同巡海將官合力掩捕，果將真正海盜數百人置法，平民因而獲釋，他卻以父母去世回鄉，後官至吉安同知。

## 引用
1. 1 2  乾隆《柳州府志·卷二十五·鄉賢》：歐陽伸，馬平人，景泰四年癸酉科舉人，成化中為鎮江府推官，廉潔無私、讞獄平允，郡有盗剽刼，廵吏誣執平民若干繫獄，伸廉知其冤，嘆曰：「為民父母忍視無辜逮死耶？」亟白諸當道，率民兵掩捕，遂獲真盗百人，冤者得釋。
2. ↑  乾隆《鎮江府志·卷三十四·名宦下》：歐陽伸，字永直，廣西馬平人，成化中任鎮江府推官，性簡恪，廉潔無私、讞獄平允，羣盜出沒江上，副使嚴經遭剽劫，家人遇害，巡吏挾私誣富民若干人繫獄，伸歎曰：「為民父母忍坐視無辜逮死耶？」遂建白當道，率民兵數十人跟捕至常州孟瀆河，盜窮謀入海，伸遣吏馳白太倉州巡海將官併力掩捕，果獲真盜百人置之法，富民獲釋，以憂去。
3. ↑  光緒《丹徒縣志·卷六十·雜綴四》：副使嚴經遭劫，家人遇害，巡吏挾私誣富民若干人繫獄，推官歐陽伸率民兵數十人，跟捕至常州孟瀆河，盜窮謀入海，伸遣吏馳白太倉巡海將官，併力掩捕，果得真盜置之法。